# Olga
Olga  è un nome proprio di persona italiano femminile.

## Varianti
- Composti: Olga Maria[2]
- Maschili: Olgo[2][4]

### Varianti in altre lingue
- Bielorusso: Вольга (Vol'ha)[3]
  - Maschili: Алег (Aleh)[5]
- Bulgaro: Олга (Olga)[3]
- Ceco: Olga[3]
- Catalano: Olga[6]
- Croato: Olga
- Danese: Olga[3]
- Estone: Olga[3]
- Finlandese: Oili[3], Olga[3]
- Georgiano: ოლღა (Olgha)
  - Maschili: ოლეგ (Oleg)[5]
- Greco moderno: Όλγα (Olga)[3]
- Islandese: Olga[3]
- Lettone: Olga[3]
  - Maschili: Oļegs[5]
- Macedone: Олга (Olga)
  - Alterati: Олгица (Olgica)[3]
- Norvegese: Olga[3]
- Polacco: Olga[3]
- Portoghese: Olga[3]
- Rumeno: Olga[3]
- Russo: Ольга (Ol'ga)[1][3]
  - Alterati: Оленька (Olen'ka)[7], Олечка (Olečka)[7], Олька (Ol'ka)[7], Оля (Olja)[3]
  - Maschili: Олег (Oleg)[5]
  - Alterati maschili: Олежек (Oležek)[7]
- Serbo: Олга (Olga)[3]
  - Alterati: Олгица (Olgica)[3], Оља (Olja)[3]
- Slovacco: Oľga[3]
- Sloveno: Olga[3]
- Spagnolo: Olga[3][6]
- Svedese: Olga[3]
- Tedesco: Olga[3]
- Ucraino: Ольга (Ol'ha)[3]
  - Maschili: Олег (Oleh)[5]
- Ungherese: Olga[3]

## Origine e diffusione
Si tratta della ripresa diretta di Ольга (Ol'ga), la forma russa dell'antico nome norreno Haelghe o Helgi (scandinavo moderno Helga), da heilagr o helager ("santo", "benedetto"), quindi il significato è "santa", lo stesso del nome italiano Santo. 
Questo fu il nome di Olga, la moglie di Igor, principe della Rus' di Kiev; entrambi i coniugi erano Variaghi, ossia vichinghi stanziatisi in Europa orientale. Olga, che dopo la morte del marito governò come reggente per suo figlio Svjatoslav per diciotto anni, si fece battezzare a Costantinopoli con il nome di Elena e cercò di convertire il suo popolo al cristianesimo; è venerata come santa dalla Chiesa cattolica così come da quelle ortodosse. Anche la forma maschile russa venne portata da un Variago, il condottiero Oleg (in norreno Helgi), che fu in effetti il fondatore della Rus' di Kiev.
Dalla Russia, dove è frequentissimo, il nome si diffuse nelle case reali tedesche. In Italia è giunto verso la metà dell'Ottocento, sia tramite la Germania, sia per via letteraria e teatrale, grazie ad opere di origine russa come Eugenio Onegin di Puškin, Oblomov di Gončarov e Le tre sorelle di Čechov; negli anni 1970 era diffuso ovunque, anche se meno frequente al Sud, con circa 125 000 occorrenze (è documentato anche il maschile "Olgo", di cui comunque si contavano poco più di venti casi).

## Onomastico
L'onomastico viene festeggiato l'11 luglio in ricordo di santa Olga, principessa reggente di Kiev. La Chiesa ortodossa russa ricorda con questo nome anche la granduchessa Ol'ga Nikolaevna Romanova, uccisa a Ekaterinburg e festeggiata il 17 luglio.
La Chiesa cattolica ricorda anche diverse beate con questo nome.

## Persone

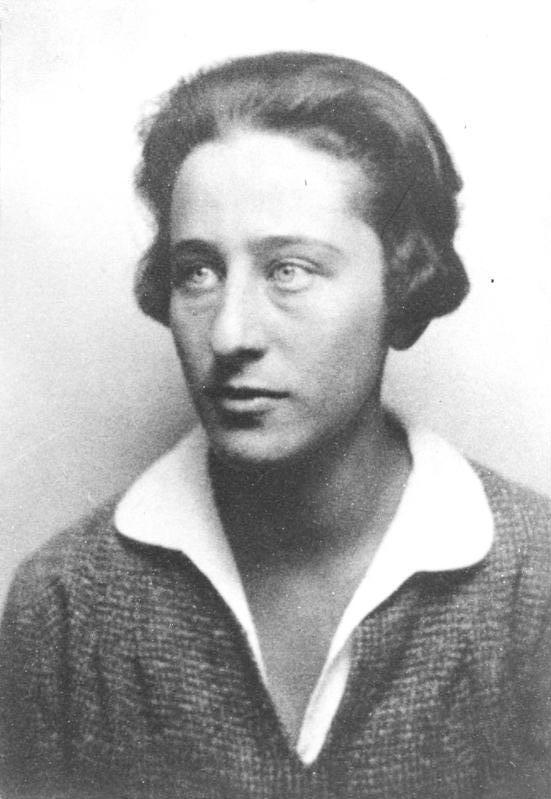
Olga Benário

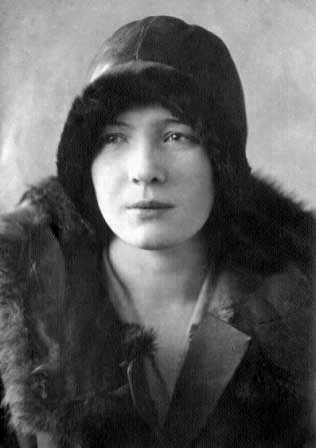
Ol'ga Fëdorovna Berggol'c

- Olga di Kiev, principessa della Rus' di Kiev
- Olga Benário, politica tedesca
- Olga Boznańska, pittrice polacca
- Olga Engl, attrice austriaca
- Olga Fröbe-Kapteyn, attivista olandese
- Olga Vittoria Gentilli, attrice italiana
- Olga Karlatos, attrice greca
- Olga Korbut, ginnasta sovietica naturalizzata statunitense
- Olga Kurylenko, attrice e modella ucraina naturalizzata francese
- Olga Napoli, pittrice italiana
- Olga Petrova, attrice, commediografa e sceneggiatrice inglese naturalizzata statunitense
- Olga Solbelli, attrice italiana
- Olga Villi, attrice italiana

### Variante Ol'ga
- Ol'ga Baklanova, attrice russa
- Ol'ga Berggol'c, poetessa sovietica
- Ol'ga Budina, attrice russa
- Ol'ga Chochlova, ballerina russa

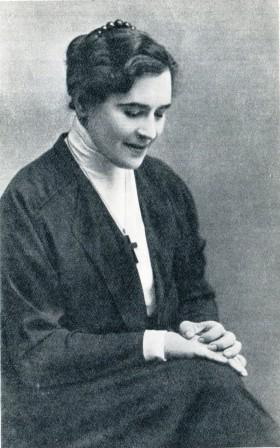
Ol'ga Leonardovna Knipper

- Ol'ga Knipper, attrice teatrale russa
- Ol'ga Medvedceva, biatleta russa
- Ol'ga Aleksandrovna Romanova, granduchessa russa
- Ol'ga Konstantinovna Romanova, Regina consorte degli Elleni
- Ol'ga Nikolaevna Romanova, figlia di Nicola II di Russia
- Ol'ga Sedakova, poetessa, scrittrice, traduttrice e saggista russa

### Altre varianti femminili
- Ol'ha Charlan, schermitrice ucraina
- Vol'ha Havarcova, tennista bielorussa
- Ol'ha Saladucha, triplista ucraina

### Variante maschile Oleg
- Oleg Antonov, ingegnere sovietico

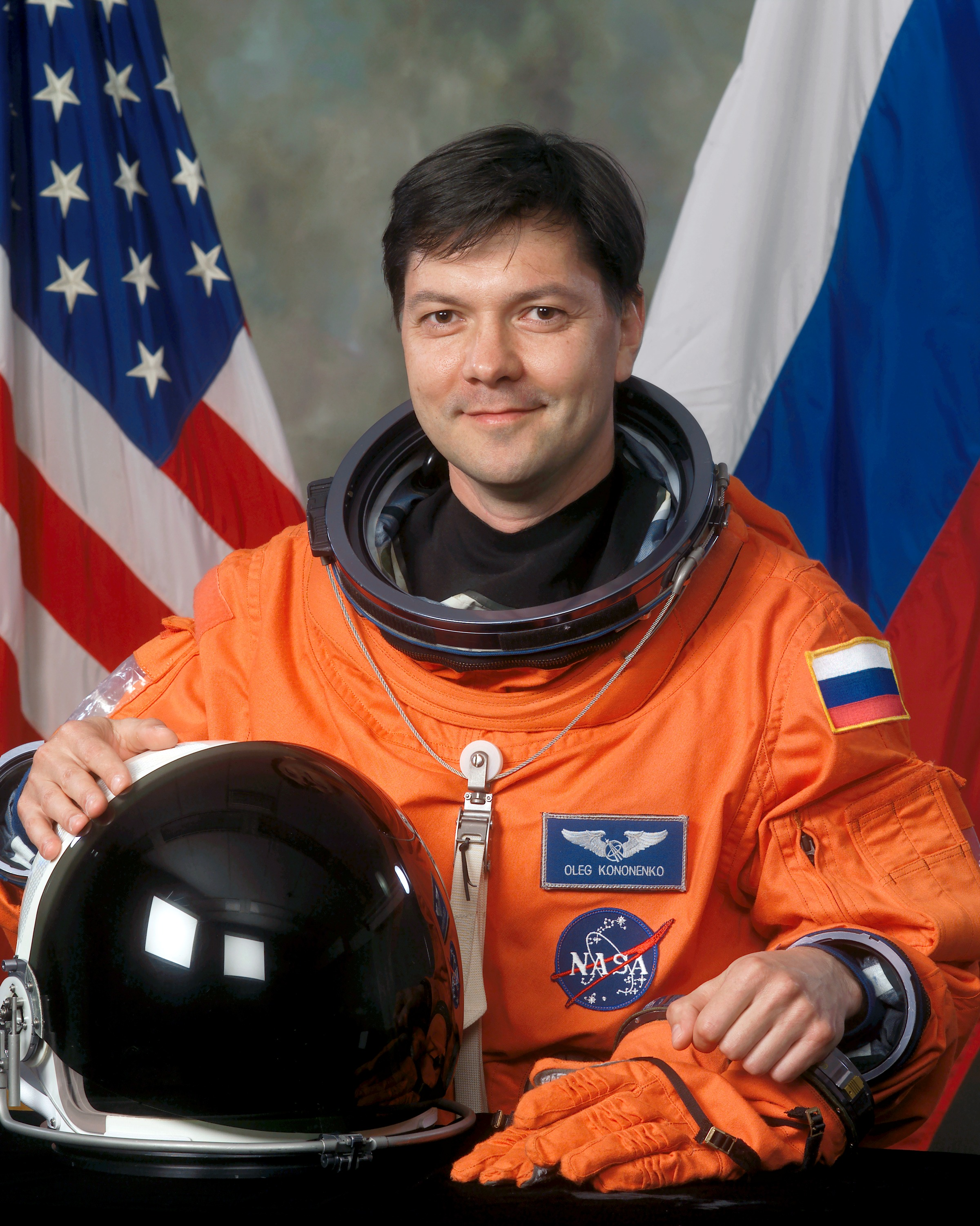
Oleg Kononenko

- Oleg Blochin, calciatore e allenatore di calcio ucraino
- Oleg Cassini, stilista e costumista francese naturalizzato statunitense
- Oleg Deripaska, imprenditore russo
- Oleg Gordievskij, militare e agente segreto sovietico
- Oleg Kononenko, cosmonauta russo
- Oleg Menšikov, attore, regista, produttore teatrale e musicista russo
- Oleg Salenko, calciatore russo
- Oleg Supereko, pittore russo
- Oleg Veretennikov, calciatore e allenatore di calcio russo
- Oleg Vidov, attore russo

### Altre varianti maschili
- Aleh Butkevič, vescovo cattolico bielorusso
- Aleh Bjabenin, giornalista bielorusso
- Oļegs Laizāns, calciatore lettone
- Oleh Protasov, calciatore e allenatore di calcio ucraino
- Oleh Sencov, regista e scrittore ucraino
- Oleh Vernjajev, ginnasta ucraino

## Il nome nelle arti
- Olga Cigolella è un personaggio della commedia Le bugie con le gambe lunghe di Eduardo De Filippo.
- Ol'ga (ovvero Olen'ka, un diminutivo con valore affettivo) è la protagonista del racconto Dušečka di Anton Čechov.
- Olga Gurlukovich è un personaggio della serie di videogiochi Metal Gear.